# Comtat de Bolenois
El comtat de Bolenois fou una jurisdicció feudal de Borgonya que va existir efímerament al començament del segle xi.
El comtat apareix al segle ix i la línia comtal es va extingir al final del segle passant per matrimoni al comte Hug III de Bassigny († després del 939, que era comte de Bassigny des de vers 906). El va succeir el seu fill Gosselí III († després del 940), que fou també abat de Saints-Geosmes. El va heretar la seva filla que es va casar amb Roger II de Laon († 942), comte de Laon del 926 al 931 i comte de Douai del 931 al 941, que pel seu matrimoni va ser comte de Bassigny i Bolenois del 941 al 942. A la seva mort els dos comtats van passar al seu fill Hug IV de Bassigny († 25 d'agost del 961), cosí del rei Lotari I de França, enterrat a Sant Remigi de Reims.
Apareix després com a comte Aimó (II), de la nissaga de Vergy, germà del comte Waldó d'Auxois i fill del comte Aimó I d'Auxóis i Duesmois. Se l'esmenta en una donació de terres a l'abadia de Sexfontaine el 23 de gener de 1019 i una altra a Saint-Bénigne de Dijon per carta del 1030; és esmentat encara en una carta del 1034. Estava casat amb Cuneguda i tenia almenys dos fills: Enric i Otó. Enric hauria mort abans que el pare doncs aquest fou succeït per Otó com a comte de Bolennois, i apareix per darrer cop el 1046.
El comtat desaparegué posteriorment segurament absorbit pel ducat de Borgonya, en circumstàncies poc conegudes.

## Nota
1. ↑  . Michel Bur, La formation du comté de Champagne (v. 950-v. 1150) (tesi), 1977, pàgina 101